# Šibanica
Šibanica je brdo na granici Hrvatske i Bosne i Hercegovine na čijim se sjevero-zapadnim obroncima nalazi grad Metković. Najviši vrh Šibanice je Gledavac visok 246,6 m/nm.
Bogata šuma koja se sa Šibanice proteže i na susjedno brdo Predolac proglašena je Park šumom Predolac-Šibanica i zaštićena je 1968. godine, a aktom o zaštiti obuhvaćena je površina 67 ha, a provedenom GIS analizom to područje obuhvaća 42,7 ha. Ta šumska površina predstavlja najvrjedniji i najsačuvaniji šumski kompleks na području grada Metkovića. Temeljne vrste su: alepski bor (Pinus halepensis) oko 70 %, čempres (Cupressus sempervirens) s horizontalnim i vertikalnim varijetetima oko 20 %, česvina (Quercus ilex) i ostali sredozemni florni elementi. Sedlo između Predolca i Šibanice nekada je bilo značajno za prelet ptica. Prelet se odvijao od Hutova blata do močvara Donjeg Poneretavlja na Koševu i Vrbovcima (danas poljoprivredne površine). Cijeli Predolac i područje Šibanice značajno je za zimovanje mnogih ptičjih vrsta, osobito pjevica. Prva zabilježena organizirana pošumljavanja su već iz 1875. godine.